# Perzanas
Perzanas es una casería española de la parroquia de Sandamías, perteneciente al concejo de Pravia, en la comunidad autónoma de Asturias.

## Historia
Hacia mediados del siglo XIX, el lugar, ya por entonces perteneciente al municipio de Pravia, tenía contabilizada una población de 46 habitantes. Aparece descrito en el duodécimo volumen del Diccionario geográfico-estadístico-histórico de España y sus posesiones de Ultramar de Pascual Madoz con las siguientes palabras:

PERZANAS: l. en la prov. de Oviedo, ayunt. de Pravia y felig. de San Martin de Arango: sit. en el camino que va desde Pravia á Salas, en terreno elevado en la altura que desde el Campo de Reigada sigue á unirse á la cord. que forma la sierra de Sandamias. Su terreno duro y árido. prod.: maiz, escanda, patatas y otros frutos. pobl.: 12 vec., 46 alm.
(Madoz, 1849, p. 819)

En 2023, la entidad singular de población tenía empadronados nueve habitantes.